# 徐偉棟
徐偉棟（英語：Edward Chui Woei Dong，1983年1月27日—），香港男演員，於香港出生，曾居於加拿大温哥華。2009年參加温哥華新時代電視主辦的新秀歌唱大賽溫哥華選拔賽進入決賽而加入新時代電視，曾為《熒幕八爪娛》節目主持，亦是創作歌手和模特兒。現主要於香港及中國內地發展，所屬經理人公司為天下一藝人管理有限公司。

## 早年演出
在藝術和演藝氛圍薰陶下成長，自幼對音樂有著濃厚興趣，一直有學習和鑽研聲樂和各種歌唱技巧以裝備自己，更親身下筆創作和填寫歌詞。作品有：《友心人》，《雪中送嘆》，《雙親傷愛》，《妳的遊戲》等。

### 加入新時代電視
徐偉棟因参加新秀歌唱大賽溫哥華選拔賽2009而被邀加入温哥華新時代電視，並主持電視節目《熒幕八爪娛》。

### 其他事業
徐偉棟多年來在溫哥華參加過很多不同大小華語歌唱比賽，並為他所發動的音樂革命植下了非常堅固的根基。而最為觸目的是在2009至2010年間﹐與一群對音樂充滿熱誠和希望的年青人於溫哥華成立了一個組織﹐名為「CMEV (Century Music Entertainment Vancouver Association)。目標是要創造一個前所未有的音樂平臺，鼓勵促進溫哥華本地年輕人發展自己及培養與音樂相關的技能。 作為創辦人及主席，徐偉棟動用自己所有自入行以來所編織的人際網絡和於溫哥華演藝能界所獲得的經驗，帶領一眾才華洋溢的年輕人於舞台上實現夢想。 自CMEV成立以來一直與樂隊DayDREAM四處表演﹐亦曾在溫哥華本那比一餐廳題供現場音樂駐唱﹐更於2010年舉辦個人迷你音樂會《Live For Live》。

## 家庭生活
徐偉棟是香港影星徐少強以及香港藝人雪梨的兒子，也是香港藝人米雪的姨甥。1983年在香港出生，由於其父母在徐偉棟很小的時候已分開各自在香港及中國大陸發展其演藝事業，徐偉棟在1994年和妹妹徐頴堃則隨外婆一家移民到加拿大温哥華，自此他和其妹相依為命，在温哥華過其獨立的生活。
徐偉棟之同父異母兄則為香港電影導演徐梓耀。

## 演出經驗

### 電影
| 年度          | 片名                 | 飾演       |
| ------------- | -------------------- | ---------- |
| 2012年        | 2012我愛HK喜上加囍   | 保安員     |
| 2012年        | 紮職                 | 阿棟       |
| 2013年        | 光輝歲月             | 小六子     |
| 2013年        | 愛情達人             | 阿佳       |
| 2013年        | 非狐外傳             | 小馬哥     |
| 2013年        | 風暴                 | 布魯圖     |
| 2014年        | 澀青298-03           | 森哥       |
| 2014年        | 男人唔可以窮         | 茅躉王     |
| 2015年        | 吉星高照2015         | 徐少       |
| 2015年        | 謎城                 | 刑警 貴    |
| 2016年        | 賭城風雲III          | 國際刑警   |
| 2016年        | 使徒行者             | 少壯派高層 |
| 2016年        | 衝天火               | Joe        |
| 2016年        | 風不止               | 林森       |
| 2017年        | 密战                 | 張峰       |
| 2017年        | 同囚                 | 龍SIR      |
| 2018          | 愛 無限              | Marcus     |
| 2018          | 兄弟班               | 紅衣流氓   |
| 2022年        | 倚天屠龍記之九陽神功 | 張松溪     |
| 2022年        | 倚天屠龍記之聖火雄風 | 張松溪     |
| 2022年        | 鐵線功夫拳           | 胡大海     |
| 2023年        | 掃毒3人在天涯        | James      |
| 拍攝中/未上映 | 尋秦記               | Dan        |

### 網絡劇/電視劇
| 年度   | 片名                           | 飾演   |
| ------ | ------------------------------ | ------ |
| 2015年 | 我的老千生涯(網絡劇)           | 小艾   |
| 2015年 | 火速救兵III                    | 大隻東 |
| 2015年 | 神探聯盟第二季(網絡劇)         | 劉亨利 |
| 2016年 | 畫江湖之不良人(網絡劇)         | 朱友文 |
| 2017年 | 我的1997                       | 張偉豪 |
| 2019   | 大宋少年誌                     | 霍宇光 |
| 2020   | 長相守（原名：木槿花西月錦繡） | 原奉定 |
| 2020   | 地產仔                         | 阿柏   |
| 2024   | 狀王之王                       | 談蕭陽 |

### 微電影
| 年度   | 片名                | 飾演   |
| ------ | ------------------- | ------ |
| 2014年 | 獅子山下2014:夜同行 | 鄧克勤 |
| 2014年 | 警訊：毒蘋果        | 馮家豪 |
|        | 愛打卡              | Louis  |

### 歌唱比賽
徐偉棟曾多次參加大温哥華地區各組織的歌唱比賽或歌曲創作比賽﹐其中較為大型的比賽如下
| 年份   | 歌唱比賽名稱                     | 主辦機構             | 成績       | 備註                           |
| 2005年 | 新秀歌唱大賽溫哥華選拔賽2005     | 新時代電視           | 進入準決賽 |                                |
| 2007年 | 新秀歌唱大賽溫哥華選拔賽2007     | 新時代電視           | 落選       |                                |
| 2007年 | 心情金曲歌唱大賽                 | 華僑之聲             | 最佳演繹獎 |                                |
| 2009年 | 新秀歌唱大賽溫哥華選拔賽2009     | 新時代電視           | 8強        | 因此次参賽而被邀加入新時代電視 |
| 2009年 | 第一屆陳佑綜之友心靈歌曲創作比賽 | 陳佑綜家人和生前好友 | 進入決賽   | 第一次公開其音樂作品《友心人》 |
| 2015年 | 中國好聲音 第四季 香港站2015     | 浙江衛視             | 進入20強   |                                |

### 網絡電影
| 年度   | 片名          | 飾演     |
| ------ | ------------- | -------- |
| 2016年 | 詭訂餐        | 少年達叔 |
| 2016年 | 義兄弟        | 阿成     |
| 2018年 | 不良校花      | 江朔     |
| 2018年 | 王者遊戲·覺醒 | 花背     |

### 曾主持電視節目
- 2009年-《星夢前傳》
- 2009年-《純美搜影》
- 2009年-《芳華集》
- 2010年-《電光火石超級新秀幫之SING級記事本》

### 曾參與表演電視節目
- 2009年-《溫哥華華裔小姐競選總決賽》
- 2009年-《魅力凝聚新時代》
- 2010年-《農曆新年特備節目-虎躍龍騰慶團圓》

## 曾參與大型活動
| 年份       | 活動                                                    | 主辦機構                           | 角色          |
| 2009年     | 溫哥華華裔小姐競選記者會                                | 新時代電視                         | 司儀          |
| 2009年     | 中僑百萬行2009                                          | 中僑互助會                         | 表演嘉賓      |
| 2010年2月  | Show.Love.Show.ep.2歌唱比賽                             | 卑詩大學龍萃社                     | 表演嘉賓      |
| 2010年3月  | 3‧27全國華人幹細胞登記行動（温哥華）                    | 加華幹細胞協會                     | 表演嘉賓      |
| 2010年4月  | 青海地震賑災群星義演                                    | 溫哥華影視人協會                   | 表演嘉賓      |
| 2010年4月  | Richmond Secondary School 11th Mandarin Singing Contest | Richmond Secondary                 | 表演嘉賓      |
| 2010年5月  | 黃凱芹 Chris Wong EdgeWater Casino Welcome Back Party   |                                    | 表演嘉賓      |
| 2010年5月  | DANCEOLOGY                                              | YOURS紅人館                        | 表演嘉賓/司儀 |
| 2010年5月  | 心連心第四屆籌款晚宴                                    | Heart2Heart Canadian Youth Society | 表演嘉賓      |
| 2010年5月  | 雷安娜彩虹再現慈善晚宴                                  | 加拿大世界宣明會                   | 表演嘉賓      |
| 2010年9月  | 溫哥華中國文化節“全程熱戀中秋狂歡派對”                  | VCCF                               | 表演嘉賓      |
| 2010年     | 汪明荃阿姐巨星慈善演唱會溫哥華記者會                    | 加拿大世界宣明會                   | 司儀          |
| 2010年11月 | 汪明荃阿姐巨星慈善演唱會溫哥華                          | 加拿大世界宣明會                   | 表演嘉賓      |
| 2010年11月 | 聲願Wish Come True慈善音樂會                            | 溫哥華影視人協會/CMEV              | 表演嘉賓/監製 |
| 2011年3月  | 溫哥華苗圃行動教育協會九周年籌款晚會                    | 溫哥華苗圃行動                     | 表演嘉賓      |

## 外部連結
- Edward Chui的Facebook專頁
- 徐偉棟Edward Chui的Facebook專頁
- 徐偉棟Edward的新浪微博
- 徐偉棟EDWARD CHUI的Instagram帳戶
- YouTube上的Edward Chui Music頻道
- 徐偉棟在香港影庫上的簡介
- 徐偉棟在豆瓣上的资料（简体中文）
- 新秀歌唱大賽溫哥華選拔賽2009 - 徐偉棟-Blog
- 新時代電視主持人-徐偉棟